# Quint Fabi Buteó (pretor 196 aC)
Quint Fabi Buteó (en llatí Quinctus Fabius Buteo) va ser un magistrat romà. Formava part de la gens Fàbia, de la branca dels Buteó. Probablement era fill de Marc Fabi Buteó.
Va ser pretor l'any 196 aC i li va correspondre com a província la Hispània Ulterior, durant la revolta de 197 aC.